# European Border Breakers Awards

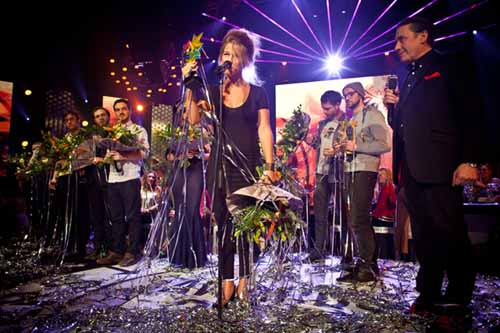
EBBA Awards 2012 - Selah Sue - av Mike Breeuwer.

 Varje år delas European Border Breakers Awards (EBBA) ut till tio nya soloartister eller musikgrupper som har nått ut till en stor publik utomlands med sitt första internationella album föregående år. Några av de artister som fått priset är Adele, Tokio Hotel, The Baseballs, Zaz, Lykke Li, Milow, Katie Melua, Damien Rice, Caro Emerald, Stromae och Mumford & Sons.

## Organisation
Ebbapriset är ett EU-pris och ett initiativ av Europeiska kommissionen Den nederländska Noorderslag-stiftelsen, som arbetar för att sprida europeisk popmusik, utser vinnarna och håller i prisceremonin.

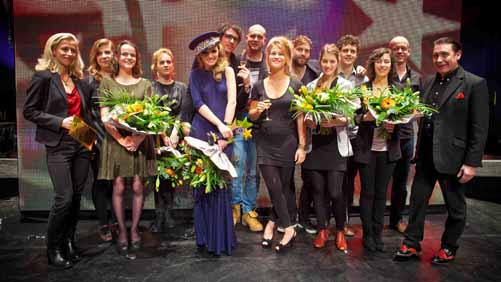
European Border Breakers Awards 2012 - Alla vinnarna - av Mike Breeuwer.

## Partner
- Europeiska radiounionen (EBU)[5]
- European Talent Exchange Program (Etep, det europeiska talangutbytesprogrammet) har skapat ett nätverk med europeiska musikfestivaler som gör det lättare att boka europeiska band utomlands.[5] Programmet informerar också medierna om nya europeiska artister.[6]

## Så utses vinnarna
De nominerade soloartisterna eller grupperna väljs ut efter följande kriterier:
- Antal sålda internationella debutalbum i Europa föregående år (utom i artistens hemland).
- Speltid i radio, enligt siffror från Europeiska radiounionen EBU
- Framgångar på musikfestivaler i Europa utanför hemlandet.[7]

## Publikpriset
Sedan 2010 kan alla gå in på nätet och rösta på sin favorit av de tio pristagarna. Det första publikpriset gick till den belgiske sångaren och låtskrivaren Milow. Det tyska rockabillycoverbandet The Baseballs fick publikpriset 2011.

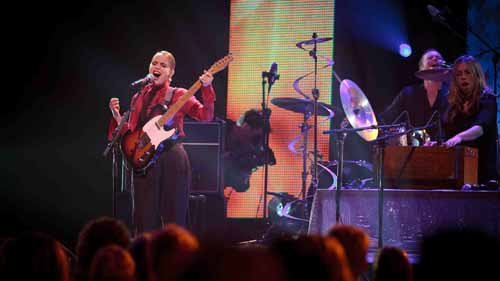
European Border Breakers Awards 2012 - Anna Calvi - av Mike Breeuwer.

## Prisceremonin
Sedan 2009 hålls prisceremonin varje år i januari, i samband med musikfestivalen Eurosonic Noorderslag i nederländska Groningen. Värd för evenemanget är BBC-profilen och musikern Jools Holland. Vinnarna uppträder live, både under prisceremonin och på själva festivalen. Tidigare pristagare bjuds också in som gästartister. Evenemanget spelas in av den nederländska televisionen NOS/NTR och visas på deras kanal NET3  och runtom i Europa.

## Bakgrund
Musikpriset Ebba är ett initiativ från Europeiska kommissionen och delades ut första gången 2004. Med priset vill man bidra till att sprida bra pop, rock och dansmusik över gränserna och lyfta fram Europas stora musikaliska mångfald. Priset finansieras genom EU:s kulturprogram, som ska främja rörlighet över gränserna för artister och andra kulturarbetare, uppmuntra internationell spridning av kulturella och konstnärliga verk och stimulera till interkulturell dialog.

## Vinnarna  2004
| Land           | Artist        | Album                |
| -------------- | ------------- | -------------------- |
| Belgien        | Lasgo         | Some Things          |
| Danmark        | Saybia        | The Second You Sleep |
| Tyskland       | Masterplan    | Masterplan           |
| Frankrike      | Carla Bruni   | Quelqu'un m'a dit    |
| Storbritannien | The Darkness  | Permission To Land   |
| Irland         | The Thrills   | So Much For The City |
| Italien        | Tiziano Ferro | Rosso Relativo       |
| Portugal       | Mariza        | Fado Em Mim          |
| Spanien        | Las Ketchup   | Hijas del Tomate     |

## Vinnarna  2005
| Land           | Artist          | Album                        |
| -------------- | --------------- | ---------------------------- |
| Danmark        | The Raveonettes | Chain gang of love           |
| Tyskland       | Wir sind Helden | Die Reklamation              |
| Finland        | Redrama         | Every Day Soundtrack         |
| Frankrike      | Corneille       | Parce que l'on vient de loin |
| Storbritannien | Katie Melua     | Call Off the Search          |
| Irland         | Damien Rice     | O                            |
| Italien        | Benny Benassi   | Hypnotica                    |
| Polen          | Myslovitz       | Korova Milky Bar             |
| Sverige        | Ana Johnsson    | The Way I Am                 |

## Vinnarna  2006
| Land           | Artist              | Album                |
| -------------- | ------------------- | -------------------- |
| Belgien        | Sarah Bettens       | Scream               |
| Danmark        | Hush                | A Lifetime           |
| Tyskland       | Juli                | Es ist Juli          |
| Frankrike      | Amel Bent           | Un jour d'été        |
| Storbritannien | KT Tunstall         | Eye to the Telescope |
| Irland         | Hal                 | Hal                  |
| Sverige        | Arash               | Boro Boro            |
| Spanien        | Bebe                | Pafuera Telanaras    |
| Ungern         | Heaven Street Seven | Get Out And Walk!    |

## Vinnarna  2007
| Land           | Artist             | Album                |
| -------------- | ------------------ | -------------------- |
| Belgien        | Gabriel Ríos       | Ghostboy             |
| Tyskland       | Tokio Hotel        | Schrei               |
| Frankrike      | Ilona Mitrecey     | Un monde parfait     |
| Grekland       | Helena Paparizou   | My Number One        |
| Storbritannien | Corinne Bailey Rae | Corinne Bailey Rae   |
| Irland         | Celtic Woman       | Celtic Woman         |
| Italien        | Vittorio Grigolo   | In the Hands of Love |
| Polen          | Blog 27            | Lol                  |
| Sverige        | José González      | Veneer               |
| Spanien        | Beatriz Luengo     | Beatriz Luengo       |

## Vinnarna  2008
| Land           | Artist             | Album                              |
| -------------- | ------------------ | ---------------------------------- |
| Belgien        | Reborn             | Fools Rush In                      |
| Danmark        | Dúné               | We are in there, you are out there |
| Finland        | Sunrise Avenue     | On The Way To Wonderland           |
| Frankrike      | Ayo                | Joyful                             |
| Tyskland       | Cascada            | Everytime We Touch                 |
| Irland         | Dolores O'Riordan  | Are You Listening?                 |
| Polen          | Hemp Gru           | Klucz                              |
| Spanien        | Miguel Ángel Muñoz | M.A.M.                             |
| Sverige        | Basshunter         | LOL <(^^,)>                        |
| Storbritannien | The Fratellis      | Costello Music                     |

## Vinnarna  2009
| Land           | Artist         | Album                                  |
| -------------- | -------------- | -------------------------------------- |
| Frankrike      | Aaron          | Artificial Animals Riding on Neverland |
| Storbritannien | Adele          | 19                                     |
| Danmark        | Alphabeat      | Alphabeat                              |
| Tyskland       | Cinema Bizarre | Final Attraction                       |
| Frankrike      | The Dø         | A Mouthfull                            |
| Nederländerna  | Kraak & Smaak  | Boogie Angst                           |
| Danmark        | Ida Corr       | One                                    |
| Sverige        | Lykke Li       | Youth Novels                           |
| Irland         | The Script     | The Script                             |
| Storbritannien | The Ting Tings | We Started Nothing                     |

## Vinnarna  2010
| Land           | Artist             | Album               |
| -------------- | ------------------ | ------------------- |
| Belgien        | Milow              | Milow               |
| Storbritannien | Charlie Winston    | Hobo                |
| Tyskland       | Peter Fox          | Stadtaffe           |
| Österrike      | Soap&Skin          | Lovetune for Vacuum |
| Estland        | Kerli              | Love Is Dead        |
| Sverige        | Jenny Wilson       | Hardships           |
| Portugal       | Buraka Som Sistema | Black Diamond       |
| Frankrike      | Sliimy             | Paint Your Face     |
| Nederländerna  | Esmée Denters      | Outta Here          |
| Italien        | Giusy Ferreri      | Gaetana             |

Publikpriset:Milow

## Vinnarna  2011
| Land           | Artist         | Album                                      |
| -------------- | -------------- | ------------------------------------------ |
| Danmark        | Aura Dione     | Columbine                                  |
| Tyskland       | The Baseballs  | Strike                                     |
| Frankrike      | Zaz            | ZAZ                                        |
| Norge          | Donkeyboy      | Caught                                     |
| Rumänien       | Inna           | Hot                                        |
| Österrike      | Saint Lu       | Saint Lu                                   |
| Storbritannien | Mumford & Sons | Sigh No More                               |
| Sverige        | Miike Snow     | Miike Snow                                 |
| Nederländerna  | Caro Emerald   | Deleted Scenes from the Cutting Room Floor |
| Belgien        | Stromae        | Cheese                                     |

Publikpriset: The Baseballs

## Vinnarna  2012
| Land           | Artist                 | Album                |
| -------------- | ---------------------- | -------------------- |
| Österrike      | Elektro Guzzi          | Elektro Guzzi        |
| Belgien        | Selah Sue              | Selah Sue            |
| Danmark        | Agnes Obel             | Philharmonics        |
| Frankrike      | Ben l’Oncle Soul       | Soulman              |
| Tyskland       | Boy                    | Mutual Friends       |
| Irland         | James Vincent McMorrow | Early in the Morning |
| Nederländerna  | Afrojack               | Lost and Found       |
| Rumänien       | Alexandra Stan         | Saxobeats            |
| Sverige        | Swedish House Mafia    | Until One            |
| Storbritannien | Anna Calvi             | Anna Calvi           |